# Шкіра дракона

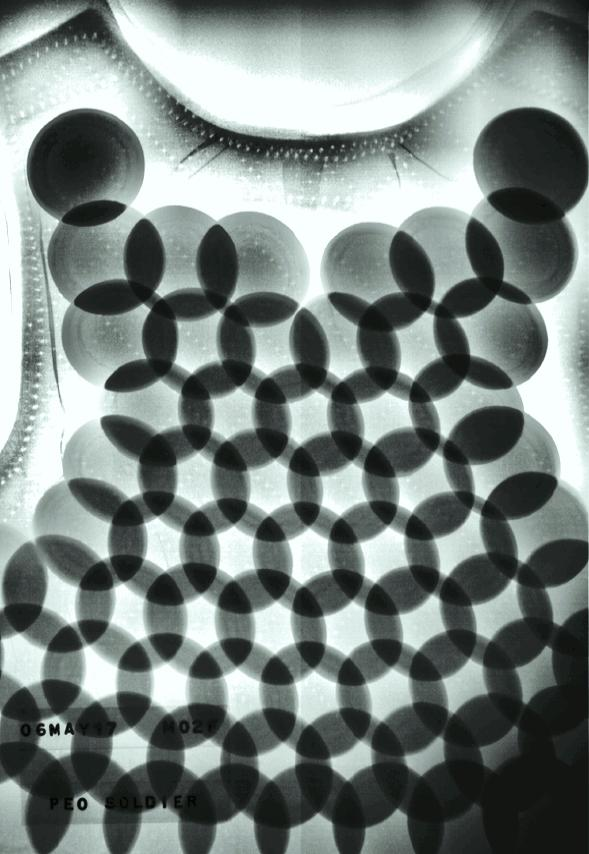
Рентген «Шкіри Дракона»

«Шкіра дракона» (англ. Dragon Skin) — бронежилет, розроблений і вироблюваний американською фірмою Pinnacle Armor. Виготовляється серійно в м. Фресно, штат Каліфорнія.
Бронежилет відрізняється лускатою конструкцією захисних елементів, скріплених разом таким чином, що забезпечує одночасно високу площу захисту і зручність носіння. «Лусочки» представляють з себе керамічні пластинчаті диски діаметром 50 мм і завтовшки 6,4 мм. Ряд випробувань показали, що «Шкіра дракона» може успішно протистояти багатократним попаданням куль, випущених з близької дистанції з HK MP5, M16 і навіть АК. «Шкіра дракона» витримує до 40 попадань з вказаних вище видів зброї і підрив ручною гранатою.
Бронежилет доступний в наступних версіях: SOV-2000 (III рівень захисту) і SOV-3000 (IV рівень захисту). SOV-2000 коштує від $5000 за одиницю за станом на 2011 рік.

## Конструкція
Бронежилет складається з чохла і захисного пакету, що вкладається в нього. Не можна не відзначити, що за конструкцією і компонуванням бронежилет дуже нагадує радянський бронежилет ЖЗЛ-74 (жилет захисний легкий), що складається з аналогічних за формою алюмінієвих пластинчатих дисків.

### Переваги
- Висока площа протикульного захисту.
- Зручність носіння — захисний пакет має відносну гнучкість
- Висока живучість протикульного захисту — у тому випадку, якщо клейовий склад, на який кріпляться диски (див. недоліки) зможе утримати диски на своїх місцях.

### Недоліки
- Дуже висока маса
- Високий показник ЗЛКТ (закритої локальної контузіонної травми), що може привести до отримання травм і каліцтв користувачем, навіть при не пробитті вражаючим елементом захисної композиції бронежилета.
- Клейове кріплення керамічних дисків «Шкіри дракона» не витримують тривалої експлуатації при високих температурах, і після певного часу використання у жаркому кліматі, при потраплянні кулі в жилет (чи іншої дії) можливе відділення керамічних дисків від підкладки, що призводить до критичного зниження захисних властивостей бронежилета.

### Польові випробування
Результати польових випробувань «Шкіри дракона» :
Офіційні випробування, проведені армією США, бронежилет провалив, що спричинило заборону на його використання військовослужбовцями США.
Проте бронежилет використовують: ЧВК, працюючі в Афганістані, деякими спецпідрозділами в Іраку і Афганістані, дев'ятьма вищими офіцерами і їх охоронцями, Секретною Службою. ЦРУ також використовує бронежилет у своїх операціях.

## Ресурси Інтернету
- Сайт виробника «Шкіри Дракона» [Архівовано 7 грудня 2010 у Wayback Machine.]
- Зброя майбутнього: бронежилет "Dragon skin" на YouTube
- Dragon Skin Ballistic Testing Multiple Shots  на YouTube
- Mail Call-Dragon Skin® Body Armor на YouTube
- Level 5 Dragon Skin Armor Being Put To The Test на YouTube